# タウン・オブ・ケンブリッジ
タウン・オブ・ケンブリッジ（英語: Town of Cambridge）は、西オーストラリア州の州都パースの中心部西側のサバーブで構成される地方公共団体 (Local Government Area, LGA) 。パースの中心業務地区から約5km西に位置し、インド洋に面するシティ・ビーチ (City Beach) にまで及んでいる。町の面積は22.0km2、人口は24,965人（2011年）。1994年の西オーストラリア州政府による再編が行われるまでは、シティ・オブ・パース (City of Perth) の一部だった。

## 歴史
歴史的には、本地区は1901年にノース・パース市 (North Perth municipality) の一部として公示されたが、自治体として存続不能になったため、1915年にシティ・オブ・パースに吸収された。1993年に西オーストラリア州政府は、シティー・オブ・パースを分割し、3つの新たなLGAをつくり、シティ・オブ・パースを縮小させることを決定した。新しいLGAはタウン・オブ・ヴィンセント (Town of Vincent)、タウン・オブ・ケンブリッジ、タウン・オブ・ヴィクトリア・パーク (Town of Victoria Park)である。

## 公園と保護区
ケンブリッジには多くの公園や保護区がある。 モンガー湖、ペリー湖の2つの主要な保護区に加え、シティ・ビーチ、フロリート・ビーチとそれぞれの公園や近くの砂丘を含む4.8kmの海岸線がある。

## 区
町は2つの区に分けられ、それぞれの区から4人の議員を選出する。
- コースト区（Coast Ward）
- ウェンブリー区（Wembley Ward）

## 構成サバーブ
- シティ・ビーチ（City Beach）
- フロリート（Floreat）*
- ジョリモント（Jolimont） *
- マウント・クレアモント（Mount Claremont）*
- ウェンブリー（Wembley）
- ウェスト・リーダービル（West Leederville）

（* はタウン・オブ・ケンブリッジに部分的にのみ位置しているサバーブであることを示す）

## 人口
| 年     | 人口   |
| ------ | ------ |
| 1991年 | 22,740 |
| 1996年 | 22,706 |
| 2001年 | 22,859 |
| 2006年 | 23,753 |
| 2011年 | 24,965 |